# Nya staden, Hjo

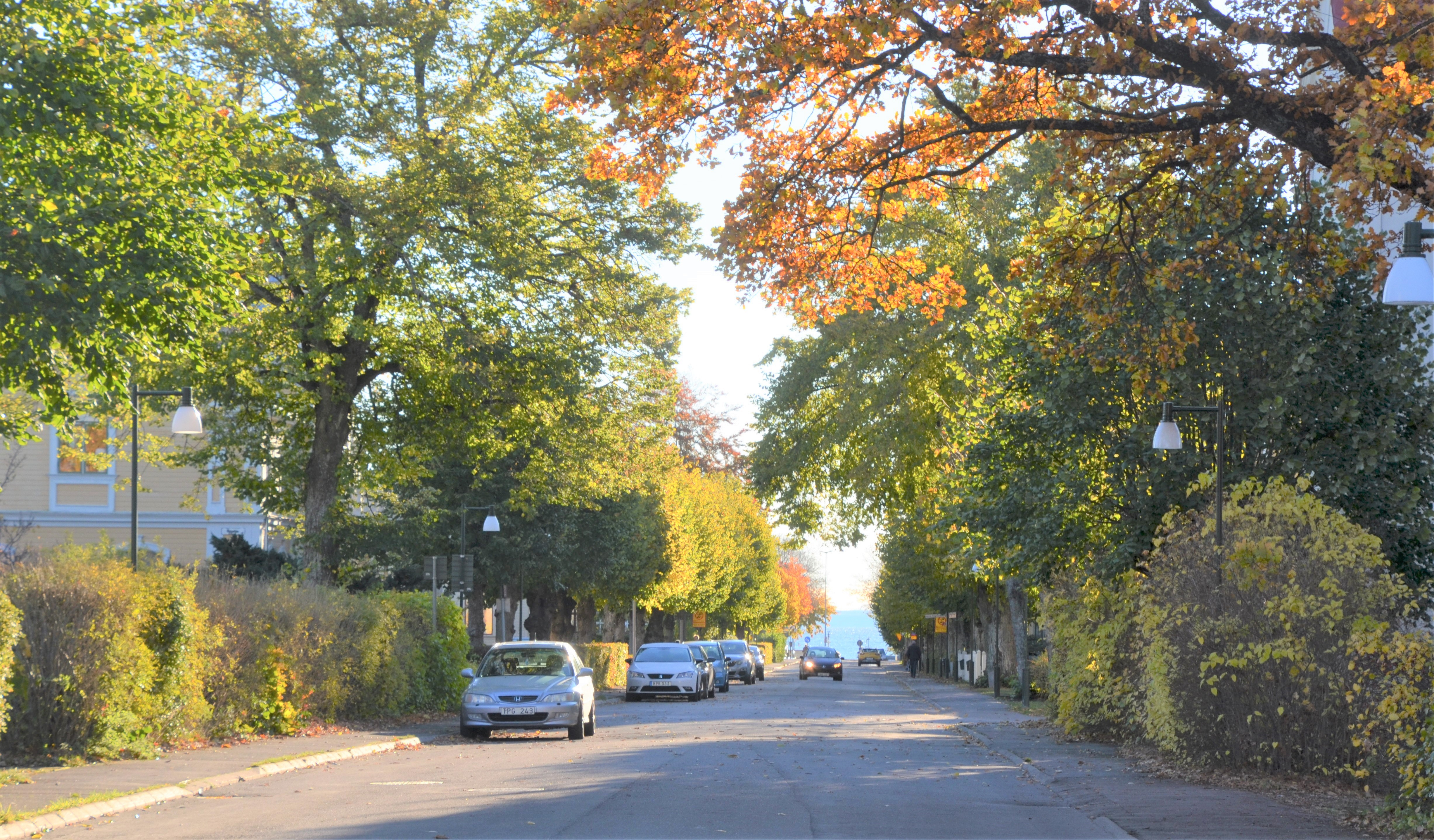
Floragatan mot öster och Vättern

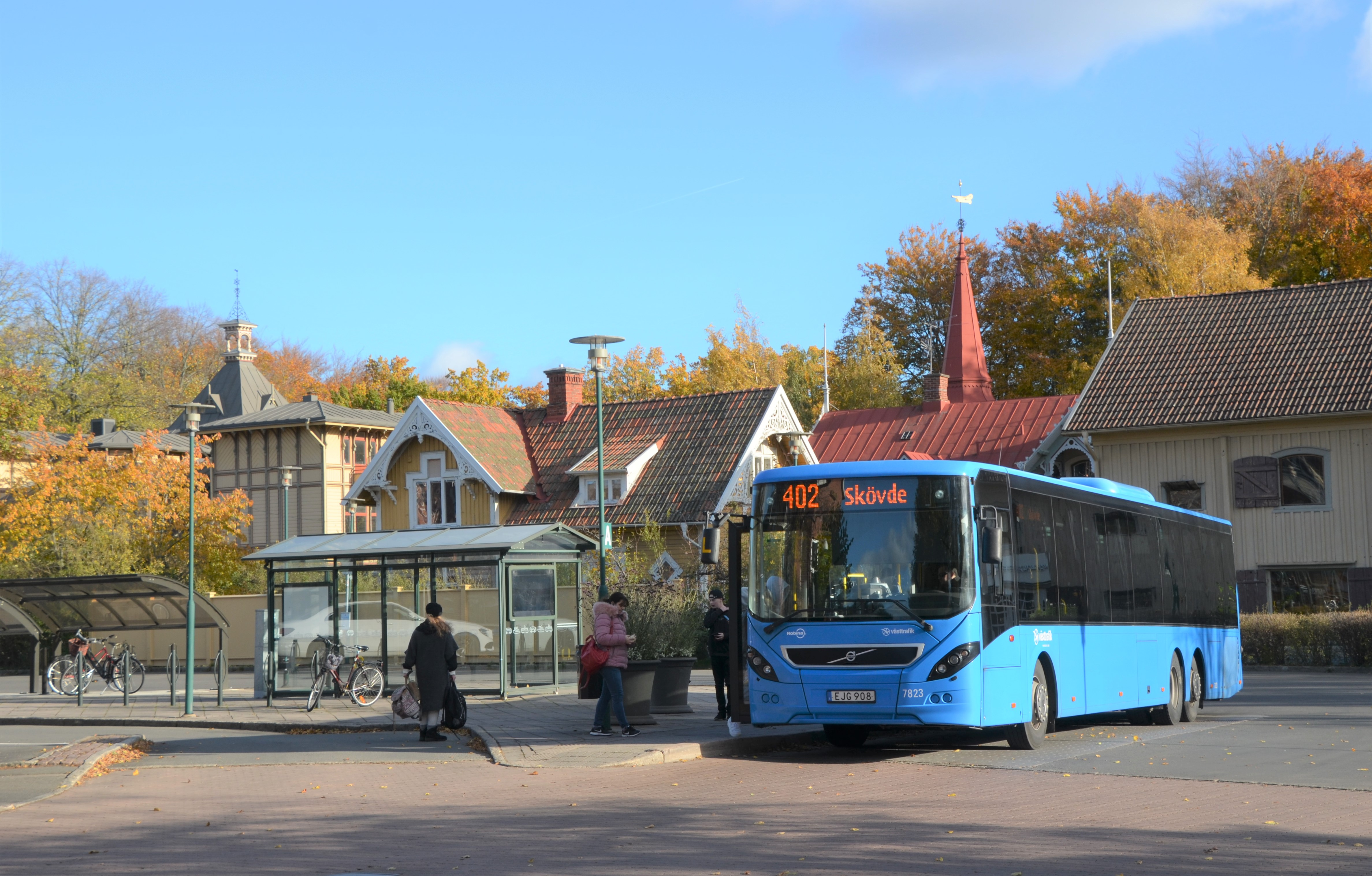
Hjo busstation vid Bangatan

Nya staden, eller Nysta'n, är en stadsdel i Hjo, som ligger omedelbart norr om Gamla staden, åtskild av naturreservatet Hjoåns dalgång. Nya staden anlades med början på 1860-talet, baserad på Hjos första stadsplan som antogs 1855. Bakom utvidgningen av staden låg en allmän folkökning, anläggandet av Hjo hamn norr om Gamla staden samt en begynnande industrialisering.
Medan den tidigare stadsbebyggelsen hade en medeltida kvartersindelning med oftast långsmala tomter och ett medeltida gatunät med smala och oregelbundna gator, planerades Nya staden som ett regelbundet rutnät med raka och breda gator och stora kvadratiska tomter. I 1855 års stadsplan lades Nya Staden ut med sex kvadratiska kvarter. Den modifierades senare på 1870-talet, bland annat för att ta hänsyn till anläggandet av Hjo-Stenstorps Järnväg, som blev klar till Hjo 1873. I den modifierade rutnätsplanen ingick 16 kvarter, varav en rad på fyra kvarter mellan Vasagatan och Sturegatan, som skulle hållas obebyggda som en brandgata.
Endast ett fåtal villor, bostadshus och företag uppfördes före sekelskiftet 1800/1900. Vid sekelskiftet kom byggnadsverkamheten i Nya staden igång på allvar, med början vid Floragatan och södra sidan av Vasagatan och norra sidan av Sturegatan. Endast det östligaste kvarteret Prärien blev obebyggt av de planerade fyra brandgatskvarteren mellan Vasagatan och Sturegatan. Kvarteret är idag Hjos äldsta – och stadsdelens enda – park.

## Gator i urval
- Hamngatan, tillfartsgata söderifrån från Gamla staden över Norrbro över Hjoån
- Bangatan, den tidigare infartsvägen från Karlsborg
- Floragatan
- Vasagatan, en omläggning av den tidigare infartsvägen från Skövde
- Sveavägen
- Sturegatan
- Fredsgatan
- Lindgatan
- Viktoriagatan
- Hertig Magnusgatan
- Nygatan

## Bildgalleri

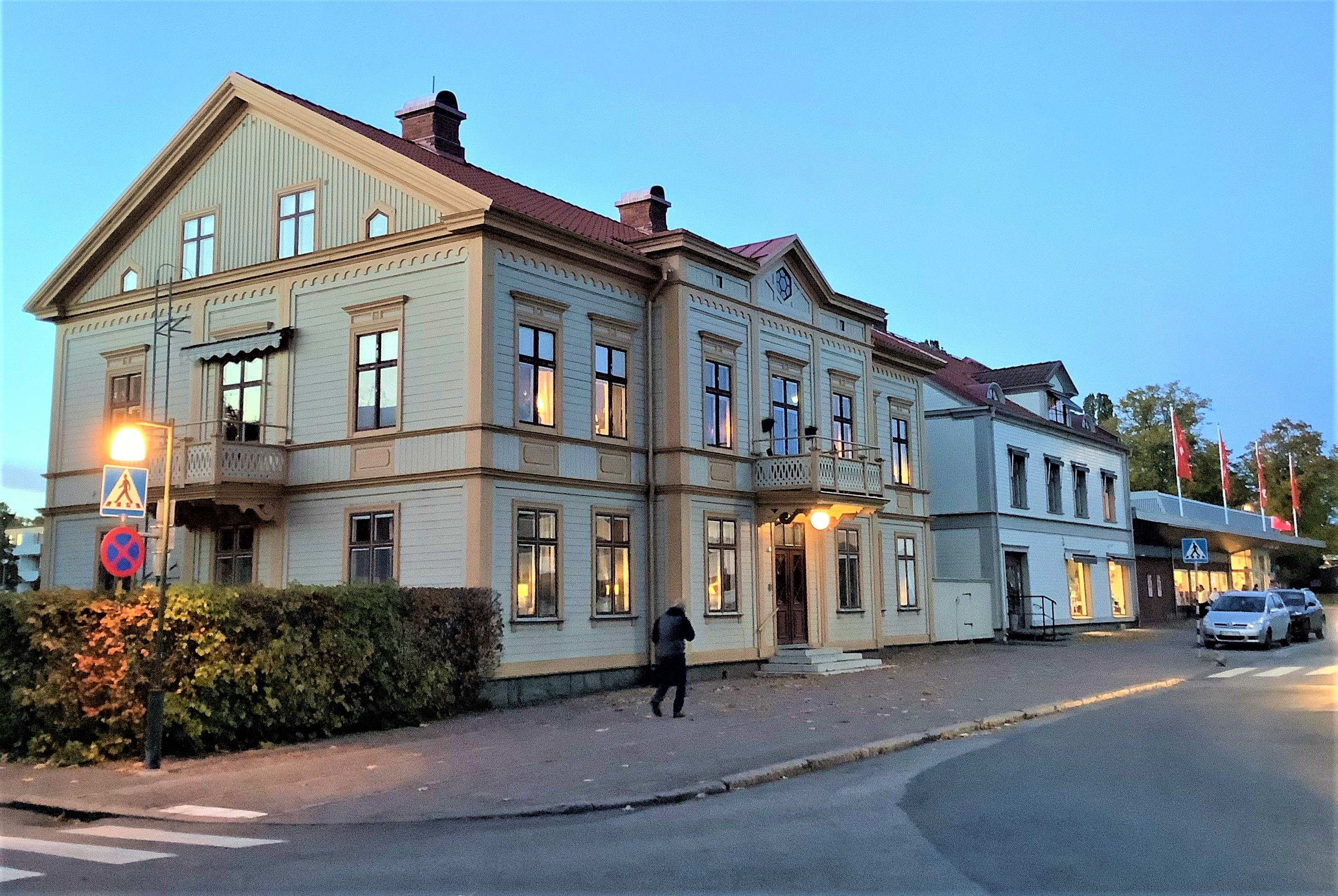
Bangatan vid Floragatan, med Bangatan 5 och 7 samt ICA-hallen
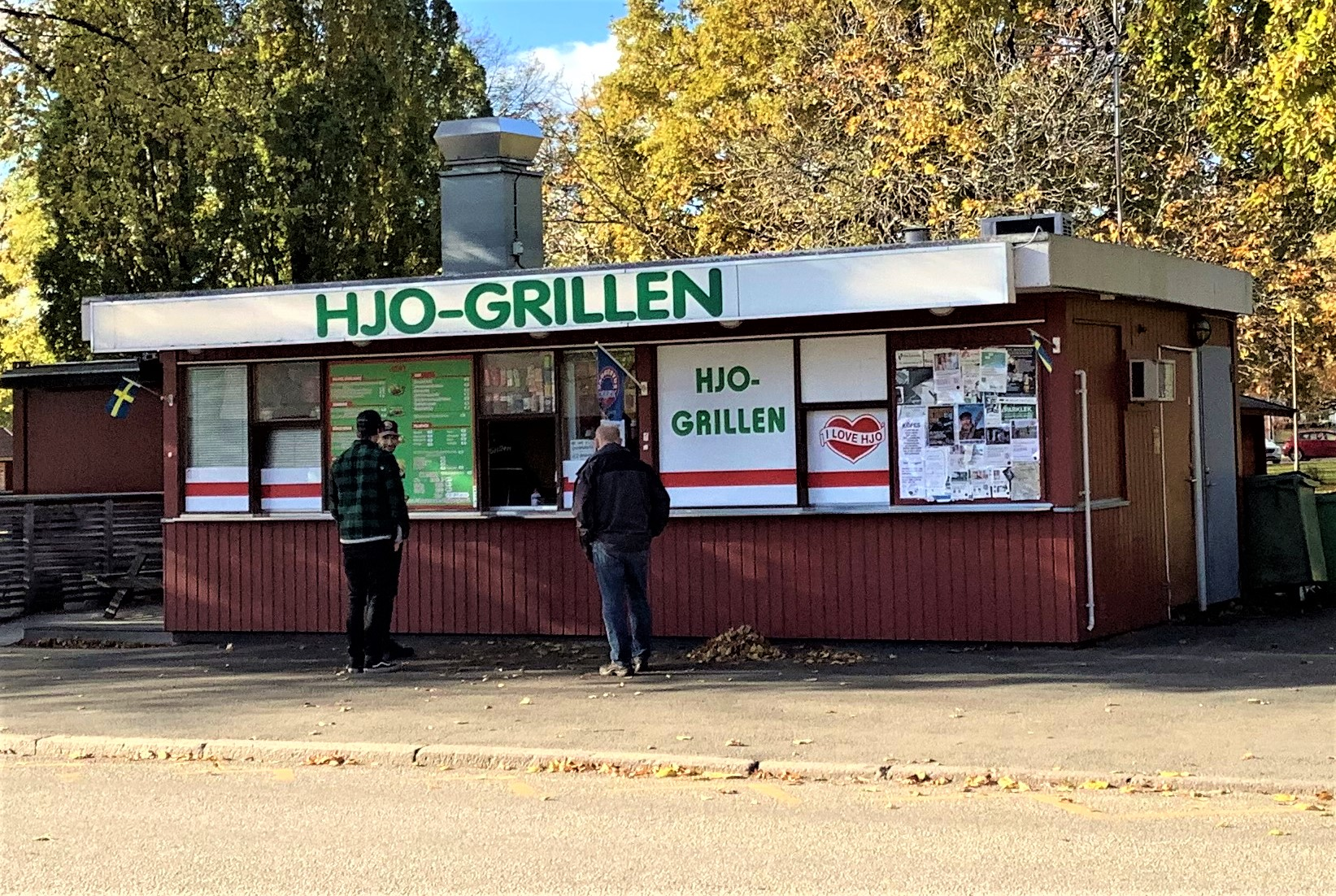
Hjo-Grillen i parken Prärien
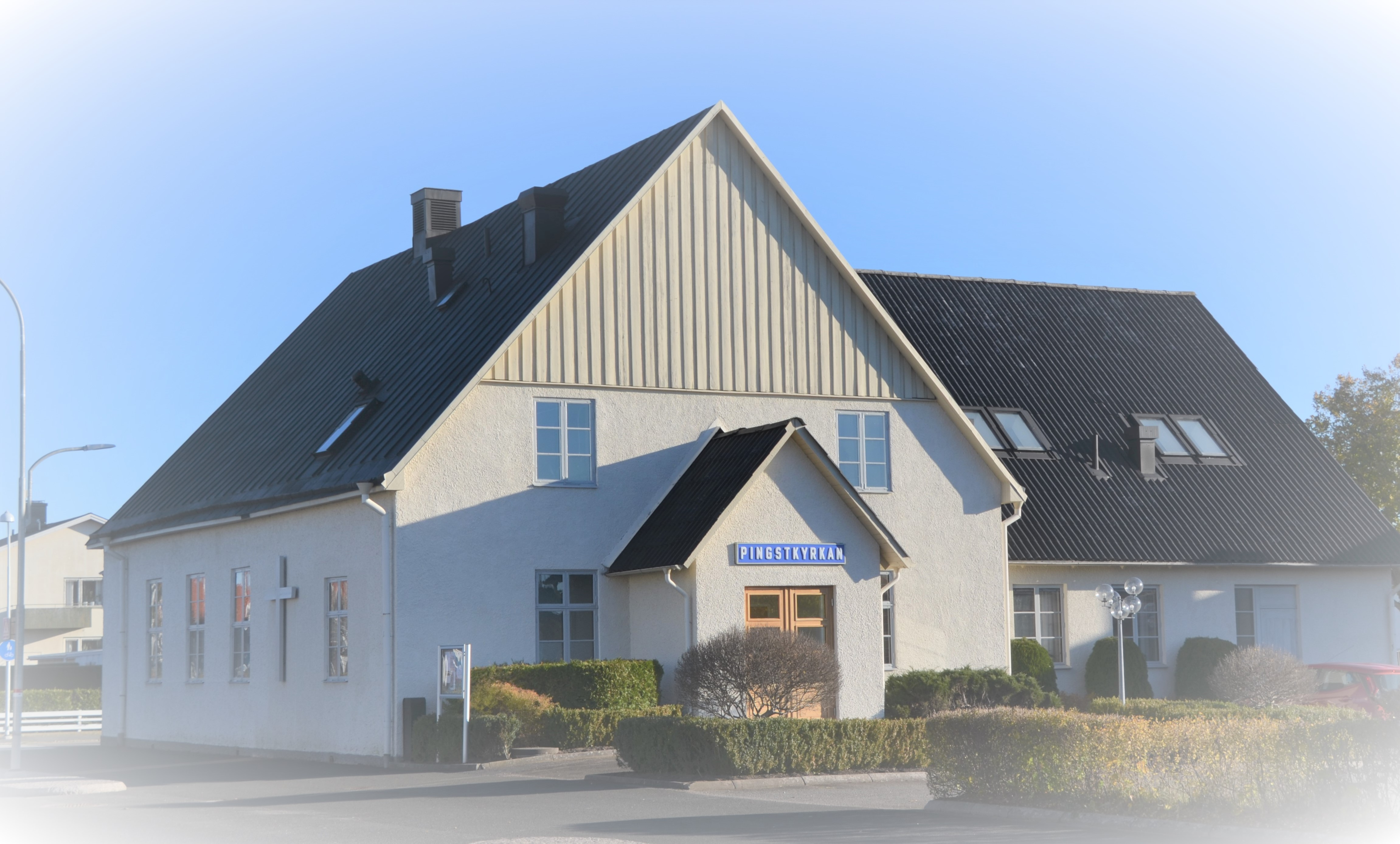
Pingstkyrkan vid Sveavägen/Fredsgatan
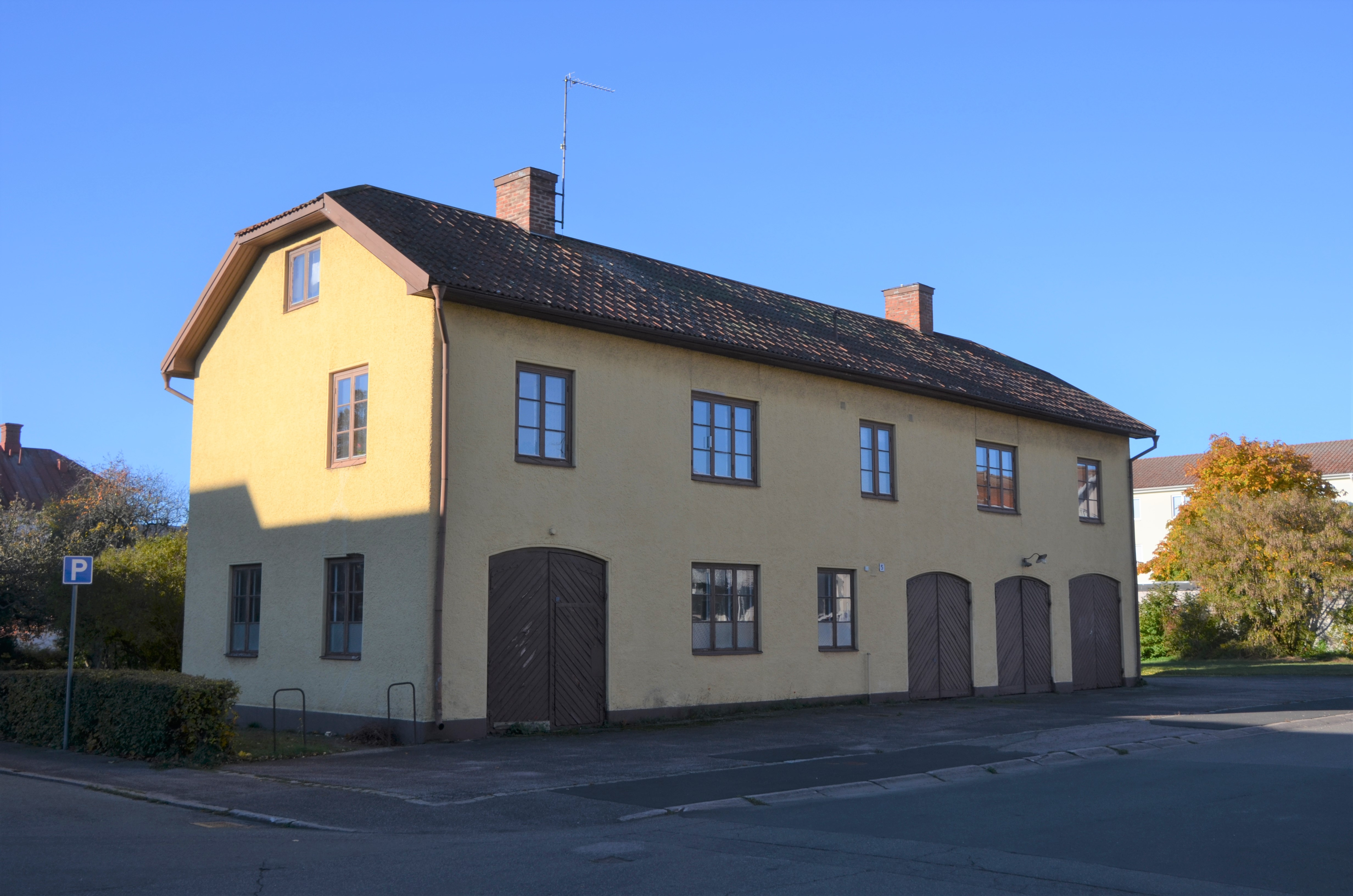
Hjo Gummiverkstad